# Mercato delle pulci

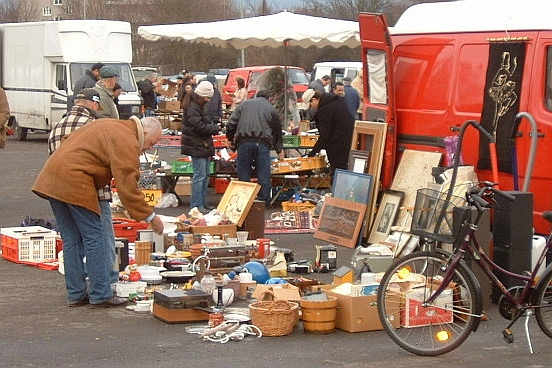
Un tipico mercato delle pulci (Germania)

Un mercatino delle pulci è un tipo di mercato di strada che offre spazio ai venditori per vendere beni precedentemente posseduti (di seconda mano). Questo tipo di mercato è spesso stagionale. Tuttavia, negli ultimi anni si è assistito allo sviluppo di mercati "formali" e "casuali" che dividono un mercato di tipo fisso (formale) con locazioni a lungo termine e un mercato di tipo stagionale con locazioni a breve termine. Coerentemente, si tende a porre l'accento sul consumo sostenibile per cui è possibile acquistare articoli come beni usati, oggetti da collezione, oggetti d'antiquariato e abiti vintage, nel tentativo di combattere il cambiamento climatico e il fast fashion. La vendita al mercato delle pulci si distingue dalla vendita ambulante in quanto è solo il mercato, e nessun'altra attrazione pubblica, ad attirare acquirenti. Esistono diversi venditori: alcuni part-time che considerano il loro lavoro nei mercatini delle pulci un hobby perché possiedono un lavoro alternativo; e venditori a tempo pieno che dedicano tutto il loro tempo alle bancarelle e alla raccolta della merce e fanno affidamento esclusivamente sui profitti realizzati al mercato. Spesso i venditori richiedono abilità nel seguire le tendenze retrò e vintage, nonché nel selezionare la merce che si collega alla cultura e all'identità dei propri clienti. Negli Stati Uniti, nel 1998 è stata fondata la National Association of Flea Markets, che fornisce varie risorse a venditori, fornitori e acquirenti e fornisce anche un mezzo a fornitori e venditori per comunicare e formare affiliazioni.

## Storia

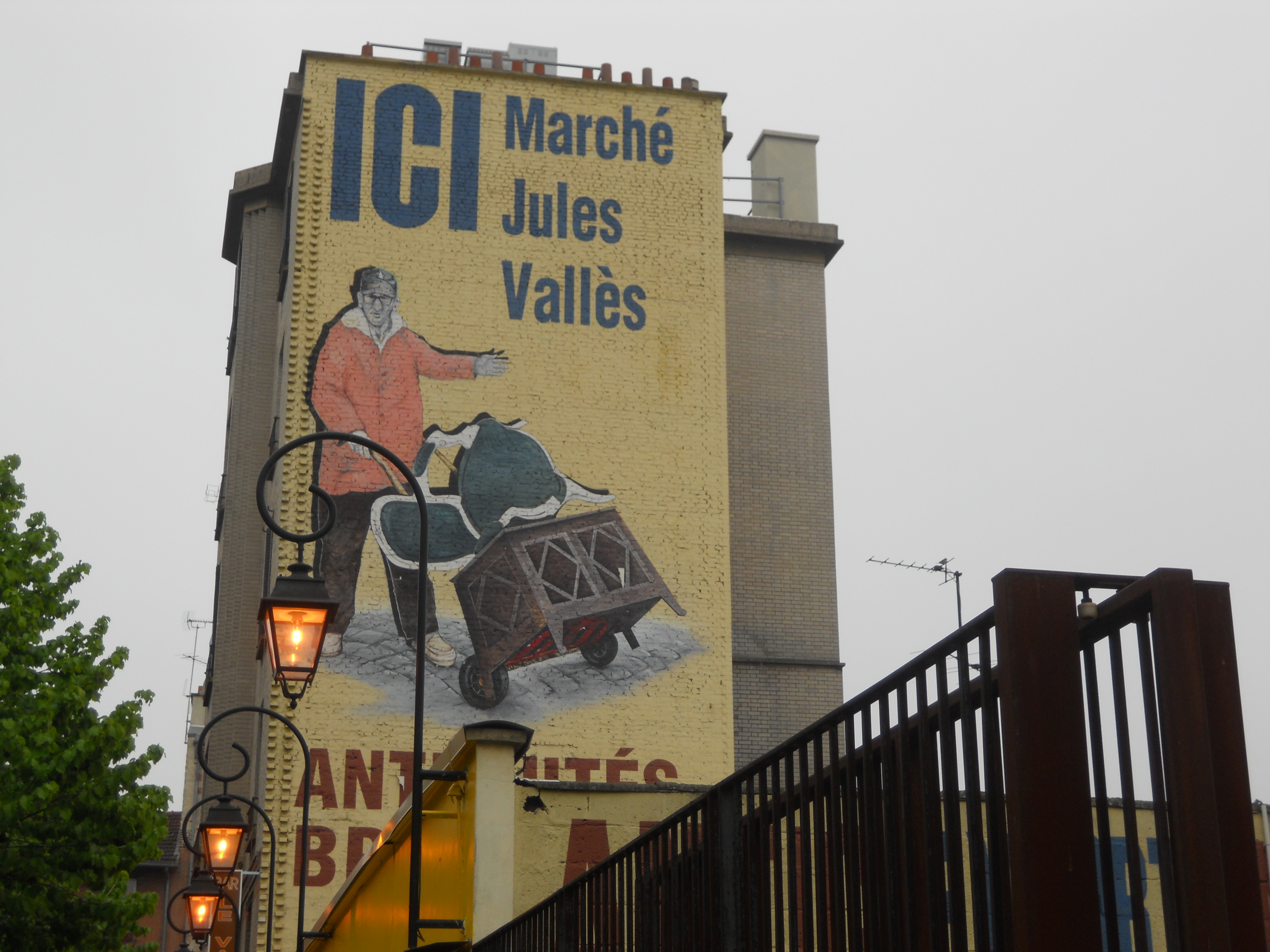
Mercato delle Pulci a Saint-Ouen (Parigi)

L'espressione "mercato delle pulci" deriva quasi certamente dal francese. Nella zona di Parigi si trovano tre storici marché aux puces; quello di Saint-Ouen, il Marché aux Puces de la Porte de Vanves e quello di Montreuil.

Il primo, che è a tutt'oggi il più grande del mondo, era tristemente noto proprio per le pulci che infestavano i tappeti e i capi di abbigliamento in vendita e quindi potrebbe essere all'origine dell'espressione.